# Baggalgudda, Lingsugur
Baggalgudda là một làng thuộc tehsil Lingsugur, huyện Raichur, bang Karnataka, Ấn Độ.